# Анджело ди Сполети
Анджело ди Сполети е францискански монах и мисионер, активен разпространител на католицизма в българските територии на север от река Дунав.
Убит е в Маврокастро (дн. Белгород Днестровски) на 2 април 1314 г.